# Hospital Naval Almirante Nef
El Hospital Naval "Almirante Nef" es uno de los cuatro hospitales del Sistema de Salud Naval de la Armada de Chile,  siendo el más importante y el que manifiesta en forma íntegra la fuerza de la Sanidad Naval chilena.
Atiende a la población naval de la Primera Zona Naval de Valparaíso de la Armada y también al personal de las demás fuerzas armadas y de orden y seguridad de Chile a su vez, a los beneficiarios de Isapres, Fonasa y particulares. En él se han desarrollado importantes hitos para la medicina chilena, como el primer trasplante de corazón efectuado en el país y el segundo en el mundo en el año 1969, efectuado por el equipo médico de cardiología del Hospital Naval "Almirante Nef" (Valparaíso), encabezado por el Dr. Jorge Kaplán y el Dr. Alejandro Peirano, a la paciente María Elena Peñaloza quien recibió el corazón del joven de 21 años Gabriel Véliz, muerto debido a un tumor cerebral y; la primera arteriografía practicada en Chile, entre otras.
Este centro hospitalario cuenta con la más alta tecnología médica, siendo uno de los centros médicos de mayor prestigio en Chile. Su lema es "Queremos entregarle lo mejor", comprometiéndose con sus pacientes de entregar un servicio y atención de calidad y vanguardia, propios de una institución militar.

## Origen: Valparaíso, Pabellón de Marina
A fines del siglo XIX y principios del XX en Valparaíso no existía un Hospital Naval propio y la atención se realizaba en "Pabellón de Marina" del Hospital "San Juan de Dios de Valparaíso", actual Hospital Carlos van Buren. En 1919 la situación se tornó insostenible dada la estrechez del recinto y a que debía ser desalojado por estar destinado a la reconstrucción de la sección de mujeres.
El Hospital comienza a edificarse en 1920 en un terreno ubicado en Playa Ancha, donde estaba el antiguo Fuerte Ciudadela. El 21 de mayo de ese año se realizó la Ceremonia de Colocación de la Primera Piedra. La construcción del nuevo establecimiento duró un extenso período hasta que, finalmente, los pacientes de la sala asignada de la Armada en el Hospital San Juan de Dios fueron trasladados a las nuevas instalaciones el 14 de diciembre de 1927.
Con este hecho terminaba un periodo de cincuenta años en que la Armada había dependido de las facilidades otorgadas por la junta de beneficencia de Valparaíso y dejaba de ocupar las instalaciones en el hospital público de la ciudad.
Este establecimiento tomó el nombre de "Almirante Nef" por resolución del Gobierno fechada el 9 de febrero de 1933. El Vicealmirante Francisco Nef Jara luchó por el financiamiento de la construcción del Hospital Naval de Valparaíso y presidió el comité que se dedicó a este fin.
El 26 de febrero de 1952 se inaugura un edificio de estilo moderno contiguo al neoclásico edificado en los años veinte, destinado al Servicio de Pensionado y Maternidad.

## Nuevo Hospital: Viña del Mar 1990
En la década de los ochenta, en una evaluación hecha por la Dirección de Sanidad de la Armada, quedó evidenciado que las instalaciones del hospital eran insuficientes luego del terremoto que azotó a la ciudad de Valparíso en 1985 y el incendio que se produjo en las calderas del edificio. Es por ello que se realizó el proyecto del nuevo Hospital Naval.
En la concepción de diseño y arquitectura del nuevo edificio para el Hospital Naval, se recogieron aspectos que son propios de un establecimiento específico para las Fuerzas Armadas.
Es por ello que su equipamiento e infraestructura poseen la capacidad para enfrentar situaciones de emergencia, de guerra o de catástrofes naturales donde tienen alta incidencia las patologías traumáticas y quemados.
Las nuevas instalaciones del hospital fueron inauguradas el 14 de diciembre de 1990, presidiendo la ceremonia el ministro de Defensa Nacional Sr. Patricio Rojas Saavedra y el Comandante en Jefe de la Armada, Almirante Jorge Martínez Bush.
El nuevo Sistema de Salud Naval en 1996, dio existencia a los Centros Médicos Navales (C.M.N) de Villa Alemana, Viña del Mar y Valparaíso. Estos establecimientos son la puerta de entrada al Sistema y prestan Atención Primaria a adultos, madres y niños, contando dos de ellos (Valparaíso y Villa Alemana) con Servicios de Urgencia de Adultos y Niños. Estos Centros de Atención Primaria, están bajo la supervisión y control administrativo directo del Hospital Naval Almirnate Nef para todos los efectos de atención en red de salud.

## Hechos históricos
- Hospital Naval en Valparaíso:

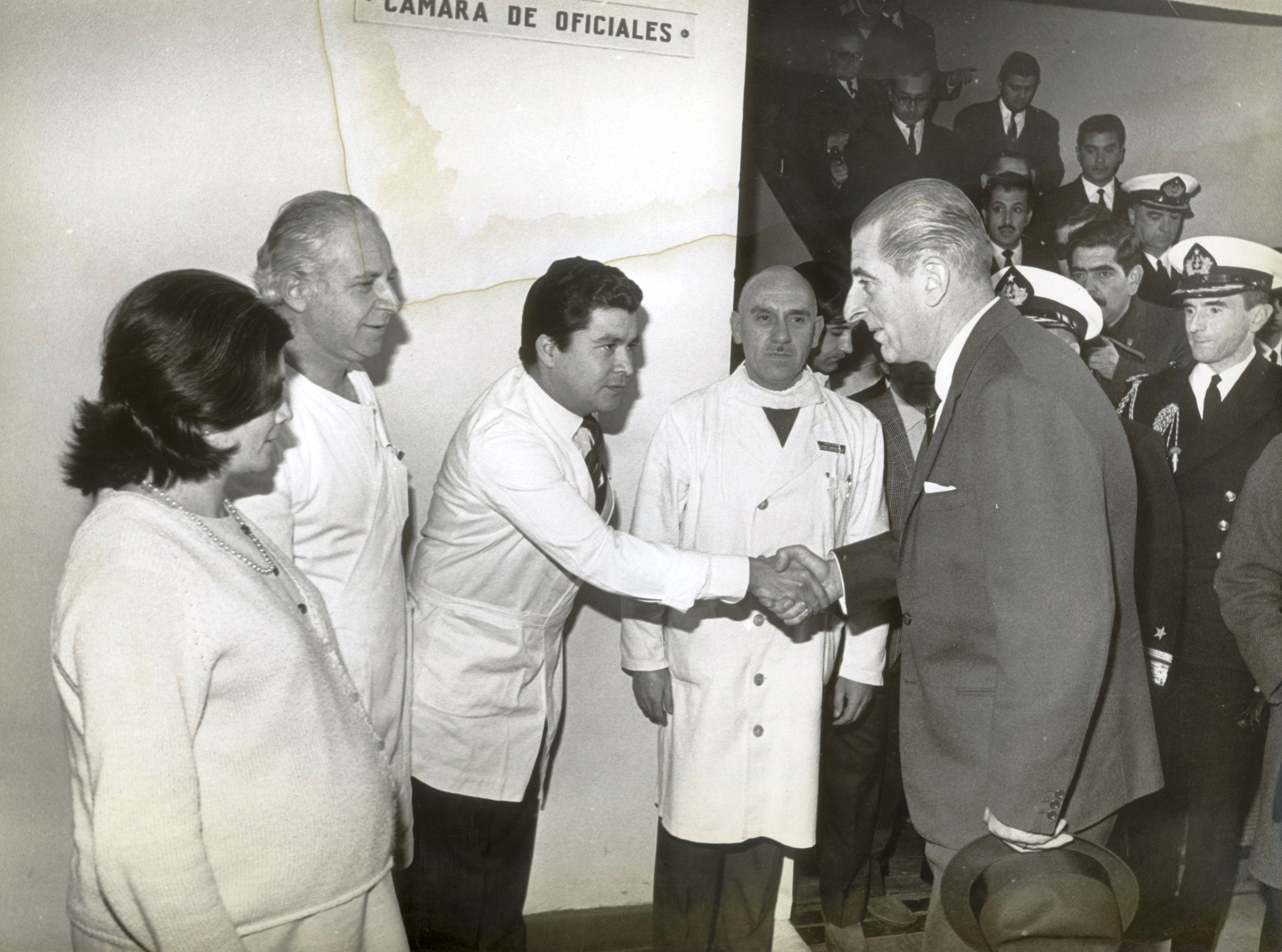
El doctor Jorge Kaplán (izquierda) junto a su esposa y ayudantes saludan al Presidente Eduardo Frei Montalva, luego de realizar la primera cirugía de trasplante de corazón (1968).

  - 1927: Traslado de pacientes desde el "Pabellón de Marina" del H. San Juan de Dios al Hospital Naval.
  - 1929: Primer Congreso de Medicina y Cirugía Naval y Militar.
  - 1931: Primera arteriografía practicada en Chile.
  - 1939: Por primera vez en el mundo se logra tratar directamente la enfermedad de Nicolás Fabre.
  - 1952: Inauguración del edificio contiguo destinado al Servicio de Pensionado y Maternidad.
  - 1968: Primer trasplante de corazón en Chile y Latinoamérica y segundo en el mundo a cargo del Dr. Jorge Kaplán.[1]
  - 1968: Primer trasplante de riñón en Hospital Naval a cargo del Dr. Hernán Aguirre Julio.[2]
  - 1978: Construcción del Instituto Naval de Investigaciones Médicas Especializadas.
  - 1979: Primer trasplante hepático en el Instituto Naval de Investigaciones Médicas Especializadas (INIME).

- Hospital Naval en Viña del Mar:
  - 1990: Traslado de pacientes al nuevo Hospital, desde Valparaíso a Viña del Mar.
  - 1996: Se implementa el Sistema de Salud Naval.
  - 2000: Se inaugura el Instituto Oncológico de Viña del Mar.
  - 2004: Pionero en Implantes cocleares en Chile.[3]
  - 2005: Inauguración de la Unidad de Cuidados Intermedios (UCIM
  - 2007: Construcción Centro Ambulatorio Psiquiátrico.
  - 2009: Implementación de Pabellón Integrado con 4 Niveles "Basic- Advanced- Advanced Plus- Advanced Plus HD".
  - 2011: Nuevo Angiógrafo con calidad 3D[4] // Servicio de Oncología inicia "Quimioterapia ambulatoria", a cargo de la Dra. María Elena Vásquez.[5]
  - 2012: Implementación del "Test de Aire Inspirado Carbono 14", a cargo del Jefe de Medicina Nuclear Dr. Patricio Weitz Salazar.[6] // Nuevo Resonador Magnético PHILIPS, del Servicio de Imagenología.

## Servicios clínicos y de apoyo
| Torre de Hospitalizaciones                | U. Paciente Crítico (UCI Gen, Car, Neo- UCIM) | Centro Quirúrgico            |
| Serv. de Maternidad y Gineco- Obstetricia | Serv. de Pediatría                            | Serv. de Cirugía             |
| Serv. de Oncología                        | Serv. de Medicina General                     | Serv. de Psiquiatría         |
| Servicio de Urgencias Adulto y Pediátrico | Rescate REMA                                  | Helipuerto                   |
| Centro Médico de Especialidades           | Centro Psiquiátrico                           | Medicina Hiperbárica         |
| Cirugía Menor                             | Diálisis                                      | Servicio de Endoscopía       |
| Diagnóstico por Imágenes                  | Medicina Nuclear                              | Laboratorio de Cardiología   |
| Cineangiografía                           | Laboratorio Clínico                           | Banco de Sangre              |
| Radioterapia - Instituto Oncológico       | Fisioterapia                                  | Farmacia                     |
| Anatomía Patológica                       | Esterilización                                | Auditorio                    |
| Capilla                                   | Cafeterías                                    | Bancos y Cajeros Automáticos |

## Unidades dependientes
- Centro Médico Naval Valparaíso:
  - Centro Atención Primaria de Salud
  - Servicio de Urgencias
  - Medicina Preventiva PRIZONA

- Centro Médico Naval Viña del Mar:
  - Centro Atención Primaria de Salud
  - Servicio de Atención Espontánea (SAE): Servicio de Urgencias para patologías de baja complejidad

- Centro Médico Naval Villa Alemana:
  - Centro Atención Primaria de Salud
  - Centro Dental
  - Servicio de Urgencias

## Publicaciones
NEF Científica Revista de Médicos, Residentes, Profesionales e Internos del Hospital Naval "Almirante Nef" que trata diferentes temas de salud tanto de prevención como a su vez, dar a conocer a la comunidad de los avances en la medicina moderna. Fue creada en diciembre de 2009.
- Gestión Editorial Directiva:
  - Dr. Ciro Bustos Reyes (Cirugía Plástica Reparadora- Microcirugía (enlace roto disponible en Internet Archive; véase el historial, la primera versión y la última).)
  - Dr. Alex Diaz Molina (Nefro- Urología)

- Editores:
  - Dr. Víctor Caffarena Hernández (Cirugía Plástica Reparadora)
  - Dr. Antonio Radich Michea (Maxilofacial)
  - Dr. Nelson Rivera Garay (Neonatología)
  - Dr. Alberto Rojas Osorio (Neumología)
  - Dr. Jorge Vega Stieb (Medicina Interna- Nefrología)
  - Dr. Alfredo Rioseco Bezanilla (Cirugía General)
  - Enfermero Universitaria Angélica Rojas Arratia.

## Campus Clínico
Opera como Campus Clínico de la Escuela Naval Arturo Prat en su escalafón de Oficiales de Servicio para Médicos y Odontólogos y de la Escuela de Sanidad Naval de la Armada de Chile en su carrera de Técnico en Enfermería de Nivel Superior.
Además posee convenios con instituciones de educación superior públicas y privadas que imparten carreras relacionadas con la salud y que se encuentran acreditadas por el Ministerio de Salud de Chile para impartir carreras del área ciencias de la salud y que estén reconocidas por el Ministerio de Educación de Chile y acreditadas por la Comisión Nacional de Acreditación CNA- Chile en el área académica, para desarrollar actividades de investigación y colaboración mutua; estas son:
- Universidad de Valparaíso
- Universidad Nacional Andrés Bello
- Instituto Profesional DuocUC